# Diferencial d'una funció
En càlcul, el diferencial d'una funció representa la part principal del canvi a una funció y = ƒ(x) respecte a canvis a la variable independent. El diferencial es defineix per una expressió de la forma
{\displaystyle dy={\frac {dy}{dx}}\,dx}
Com si la derivada dy /dx representés el quocient d'una quantitat dy entre una quantitat dx. Un també escriu
{\displaystyle df(x)=f'(x)\,dx.}
El significat precís d'aquestes expressions depèn del context de l'aplicació i el nivell exigit de rigor matemàtic. En tractaments matemàtics rigorosos moderns, les quantitats dy i dx són simplement variables reals addicionals que es poden manipular com a tals. El domini d'aquestes variables pot tenir una importància geomètrica particular si el diferencial es considera com una forma diferencial particular, o importància analítica si el diferencial es considera com a aproximació lineal de l'increment d'una funció. En aplicacions de física, les variables dx i dy sovint es restringeixen a ser molt petites ("infinitesimals").

## Història i ús
El diferencial el va introduir per primera vegada amb una definició intuïtiva o heurística Gottfried Wilhelm Leibniz, que pensava en el differential dy com un canvi infinitament petit (o infinitesimal) del valor y de la funció, corresponent a un canvi dx infinitament petit de l'argument x de la funció. Per aquesta raó, la taxa de variació instantània de y respecte a x, que és el valor de la derivada de la funció, es nota per la fracció
{\displaystyle {\frac {dy}{dx}}}
en el que s'anomena la notació de Leibniz per a derivades. El quocient dy/dx no és infinitament petit; si nó un nombre real. Tret que es facin servir nombres hiperreals.
L'ús d'infinitesimals d'aquesta forma es va criticar àmpliament, per exemple en el pamflet famós L'analista del Bisbe Berkeley. Augustin Louis Cauchy (1823) va definir el diferencial sense apel·lar a l'atomisme dels infinitesimals de Leibniz. En canvi, Cauchy, després de d'Alembert, invertia l'ordre lògic de Leibniz i els seus successors: la derivada mateixa es convertia en l'objecte fonamental, definit com a límit de quocients de diferències, i els diferencials es definien llavors en termes de la derivada. És a dir, era lliure de definir el diferencial dy per una expressió
{\displaystyle dy=f'(x)\,dx}
en què dy i dx són simplement variables noves que prenen valors reals finits, no infinitesimals determinats com ho havien estat per a Leibniz.
Segons Boyer (1959, p. 12), l'enfocament de Cauchy era una millora lògica significativa sobre l'enfocament infinitesimal de Leibniz perquè, en comptes d'invocar la idea metafísica d'infinitesimals, les quantitats dy i dx ara podrien ser manipulades exactament de la mateixa manera que altres quantitats reals
d'una manera significativa. L'enfocament conceptual global de Cauchy dels diferencials roman l'estàndard en tractaments analítics moderns, encara que l'última paraula sobre rigor, una idea plenament moderna del límit, en el fons era deguda a Karl Weierstrass.
En tractaments físics, com els que s'apliquen a la teoria de la termodinàmica, la visió infinitesimal encara preval. Courant & John (1965, p. 184) concilia l'ús físic de diferencials infinitessimals amb la seva impossibilitat matemàtica (tret que es facin servir nombres hiperreals)de la manera següent. Els diferencials representen valors diferents de zero finits que són més petits que el grau de precisió exigia per al propòsit particular a què es destinen. Així "els infinitesimals físics" no necessiten correspondre a infinitesimals matemàtics per tenir un sentit precís.
En següents desenvolupaments del segle XX en L'anàlisi matemàtica i la geometria diferencial, quedava clar que la idea de diferencial d'una funció es podria estendre de diferents maneres. En anàlisi real, és més desitjable tractar directament amb el diferencial com la part principal de l'augment d'una funció. Això condueix directament a la idea que el diferencial d'una funció en un punt sigui una funció lineal d'un augment Δx. Aquesta aproximació permet que el diferencial (com a apliació lineal) sigui desenvolupat per a una varietat d'espais més sofisticats, en el fons causant tals idees com la derivada de Fréchet o la derivada de Gâteaux. De la mateixa manera, en geometria diferencial, el diferencial d'una funció a un punt és una funció lineal d'un vector de tangent (un "desplaçament infinitament petit"), que el presetnata com una classe d'1-forma: la derivada exterior de la funció.

## Definició
El diferencial es defineix en tractaments moderns de càlcul diferencial de la manera següent. El diferencial d'una funció ƒ (x) d'una variable real x és la funció df de dues variables reals independents x i Δx donada per
{\displaystyle df(x,\Delta x){\stackrel {\rm {def}}{=}}f'(x)\,\Delta x.}
Un o els dos arguments es poden suprimir, és a dir es pot veure df (x) o simplement df. Si y = ƒ(x), el diferencial també es pot escriure com a dy. Com que dx(x, Δ; x) = Δx hi ha la convenció d'escriure dx = Δx, de manera que la igualtat
{\displaystyle df(x)=f'(x)\,dx}
es compleix.
Aquesta idea de diferencial és amplament aplicable quan es busca una aproximació lineal a una funció, en que el valor de l'augment Δx és prou petit. Més precisament, si ƒ és una funció diferenciable a x, llavors l'increment de y
{\displaystyle \Delta y{\stackrel {\rm {def}}{=}}f(x+\Delta x)-f(x)}
satisfà
{\displaystyle \Delta y=f'(x)\,\Delta x+\varepsilon =df(x)+\varepsilon \,}
on l'error ε en l'aproximació satisfà ε/Δx → 0 quan Δx → 0. En altres paraules, es té la identitat aproximada
{\displaystyle \Delta y\approx dy}
en la qual l'error es pot fer tan petit com es vulgui respecte a Δx constrenyent Δx a ser suficientment petit; és a dir
{\displaystyle {\frac {\Delta y-dy}{\Delta x}}\to 0}
quan Δx → 0. Per aquesta raó, el diferencial d'una funció es coneix com la part principal (lineal) de l'increment d'una funció: el diferencial és una funció lineal de l'increment Δx, i encara que l'error ε; pot ser no lineal, tendeix a zero ràpidament quan Δx tendeix a zero.

## Diferencial de funcions de diverses variables
Seguint Goursat (1904, I, §15), per a funcions de més d'una variable independent
{\displaystyle y=f(x_{1},\dots ,x_{n}),\,}
el diferencial parcial de y respecte a una qualsevol de les variables x1 és la part principal del canvi en y resultant d'un canvi dx1 en aquella variable. El diferencial parcial és per tant
{\displaystyle {\frac {\partial y}{\partial x_{1}}}dx_{1}}
implicant la derivada parcial de y respecte a x 1. La suma dels diferencials parcials respecte a totes les variables independents és el diferencial total
{\displaystyle dy={\frac {\partial y}{\partial x_{1}}}dx_{1}+\cdots +{\frac {\partial y}{\partial x_{n}}}dx_{n},}
que és la part principal del canvi en y resultant de canvis de les variables independents x  i .
De forma més precisa, en el context del càlcul multivariable, seguint Courant (1937ii), si ƒ és una funció diferenciable, llavors per la definici de diferenciabilitat, l'increment
{\displaystyle {\begin{aligned}\Delta y&{}{\stackrel {\mathrm {def} }{=}}f(x_{1}+\Delta x_{1},\dots ,x_{n}+\Delta x_{n})-f(x_{1},\dots ,x_{n})\\&{}={\frac {\partial y}{\partial x_{1}}}\Delta x_{1}+\cdots +{\frac {\partial y}{\partial x_{n}}}\Delta x_{n}+\varepsilon _{1}\Delta x_{1}+\cdots +\varepsilon _{n}\Delta x_{n}\end{aligned}}}
on els termes d'error ε i  tendeixen a zero quan els augments Δx i conjuntament tendeixen a zero. Llavors el diferencial total es defineix rigorosament com a
{\displaystyle dy={\frac {\partial y}{\partial x_{1}}}\Delta x_{1}+\cdots +{\frac {\partial y}{\partial x_{n}}}\Delta x_{n}.}
Com que, amb aquesta definició
{\displaystyle dx_{i}(\Delta x_{1},\dots ,\Delta x_{n})=\Delta x_{i},}
es té
{\displaystyle dy={\frac {\partial y}{\partial x_{1}}}\,dx_{1}+\cdots +{\frac {\partial y}{\partial x_{n}}}\,dx_{n}.}
Igual que en termes d'una variable, la identitat aproximada es compleix
{\displaystyle dy\approx \Delta y}
en la que l'error total es pot fer tan petit com es vulgui a {\displaystyle {\sqrt {\Delta x_{1}^{2}+\cdots +\Delta x_{n}^{2}}}} limitant l'atenció a increments prou petits.

## Diferencials d'ordre superior
Es poden definir diferencials d'ordre superior d'una funció y = ƒ(x) d'una única variable x mitjançant:
{\displaystyle d^{2}y=d(dy)=d(f'(x)dx)\,dx=f''(x)\,(dx)^{2},}
i en general,
{\displaystyle d^{n}y=f^{(n)}(x)\,(dx)^{n}.}
Informalment, això justifica la notació de Leibniz per a derivades d'ordre superior
{\displaystyle f^{(n)}(x)={\frac {d^{n}f}{dx^{n}}}.}
Quan la variable independent x mateixa depèn d'altres variables, llavors l'expressió esdevé a més complicada, a mesura que ha d'incloure també diferencials d'ordre superior en x mateix. Així, per exemple
{\displaystyle {\begin{aligned}d^{2}y&=f''(x)\,(dx)^{2}+f'(x)d^{2}x\\d^{3}y&=f'''(x)\,(dx)^{3}+2f''(x)dx\,d^{2}x+f'(x)d^{3}x\end{aligned}}}
etcètera.
Consideracions similars s'apliquen per definir diferencials d'ordre superior de funcions de diverses variables. Per exemple, si ƒ és una funció de dues variables x i y, llavors
{\displaystyle d^{n}f=\sum _{k=0}^{n}{\binom {n}{k}}{\frac {\partial ^{k}f}{\partial x^{k}}}{\frac {\partial ^{n-k}f}{\partial y^{n-k}}}(dx)^{k}(dy)^{n-k},}
on {\displaystyle \scriptstyle {\binom {n}{k}}} és un coeficient binomial. En més variables, es compleix una expressió anàloga, però amb un desenvolupament multinomial adequat en comptes del desenvolupament binomial.
Els diferencials d'ordre superior de diverses variables també esdevenen més complicats quan les variables independents són elles mateixes funcions d'unes altres variables. Per exemple, per a una funció ƒ de x i y que depenen de variables auxiliars, es té
{\displaystyle d^{2}f=\left({\frac {\partial ^{2}f}{\partial x^{2}}}(dx)^{2}+2{\frac {\partial ^{2}f}{\partial x\partial y}}dx\,dy+{\frac {\partial ^{2}f}{\partial y^{2}}}(dy)^{2}\right)+{\frac {\partial f}{\partial x}}d^{2}x+{\frac {\partial f}{\partial y}}d^{2}y.}
A causa d'aquesta dificultad notational, l'ús de diferencials d'ordre superior es criticava a Hadamard 1935, que concloia:
Enfin, que signifie ou que représente l'égalité
{\displaystyle d^{2}z=r\,dx^{2}+2s\,dx\,dy+t\,dy^{2}\,?}
A mon avis, rien du tout.
Malgrat l'escepticisme, els diferencials d'ordre superior emergien com a eina important en l'anàlisi. En aquests contexts, el diferencial d'ordre n de la funció ƒ aplicat a un increment Δx es defineix per
{\displaystyle d^{n}f(x,\Delta x)=\left.{\frac {d^{n}}{dt^{n}}}f(x+t\Delta x)\right|_{t=0}}
o una expressió equivalent, com
{\displaystyle \lim _{t\to 0}{\frac {\Delta _{t\Delta x}^{n}f}{t^{n}}}}
on {\displaystyle \Delta _{t\Delta x}^{n}f} és una diferència vers davant n-èsima amb increment t Δx.
Aquesta definició té sentit també si ƒ és una funció de diverses variables (per simplificar aquí es pren com a argument vectorial). Llavors el diferencial n-èsim definit d'aquesta manera és una funció homogènia de grau n en l'increment vectorial Δx. A més, la sèrie de Taylor de ƒ en el punt x ve donada per
{\displaystyle f(x+\Delta x)\sim f(x)+df(x,\Delta x)+{\frac {1}{2}}d^{2}f(x,\Delta x)+\cdots +{\frac {1}{n!}}d^{n}f(x,\Delta x)+\cdots }
La derivada de Gâteaux d'ordre superior generalitza aquestes consideracions a espais de dimensió infinita.

## Propietats
Un cert nombre de propietats del diferencial resulten de manera directa de les propietats corresponents de la derivada, la derivada parcial, i la derivada total. Aquestes inclouen:
- Linealitat: Per a constants a i b i funcions diferenciables ƒ i g

{\displaystyle d(af+bg)=a\,df+b\,dg.}
- Regla del producte: Per a dues funcions diferenciables ƒ i g

{\displaystyle d(fg)=f\,dg+g\,df.}
Una operació d amb aquestes dues propietats es coneix en l'àlgebra abstracta com a derivació. A més a més, les diverses formes de la regla de la cadena es compleixen, en nivell creixent de generalitat:
- Si y = ƒ(u) és una funció diferenciable de la variable u i u = g(x) és una funció diferenciable de x, llavors

{\displaystyle dy=f'(u)\,du=f'(g(x))g'(x)\,dx.}
- Si y = ƒ(x1, ..., xn) i totes les variables x 1, ..., xn depenen d'un altre variable t, llavors per la regla de la cadena en derivades parcials, es té

{\displaystyle {\begin{aligned}dy&={\frac {dy}{dt}}dt\\&={\frac {\partial y}{\partial x_{1}}}dx_{1}+\cdots +{\frac {\partial y}{\partial x_{n}}}dx_{n}\\&={\frac {\partial y}{\partial x_{1}}}{\frac {dx_{1}}{dt}}\,dt+\cdots +{\frac {\partial y}{\partial x_{n}}}{\frac {dx_{n}}{dt}}\,dt.\end{aligned}}}
Heurísticament, la regla de la cadena en diverses variables es pot entendre dividint els dos costats d'aquesta equació per la quantitat infinitament petita dt.
- Es compleixen expressions anàlegues més generals, en què les variables intermèdies x i depenen de més d'una variable.

## Formulació general
Una idea coherent de diferencial es pot desenvolupar per a una funció ƒ Rn → Rm entre dos Espais euclidians. Sgin x,Δx ∈ Rn un parell de Vectors euclidians. L'increment de la funció ƒ és
{\displaystyle \Delta f=f(\mathbf {x} +\Delta \mathbf {x} )-f(\mathbf {x} ).}
Si existeix una matriu A de m × n tal que
{\displaystyle \Delta f=A\Delta \mathbf {x} +\|\Delta \mathbf {x} \|{\boldsymbol {\varepsilon }}}
en que el vector ε → 0 quan Δx → 0, llavors ƒ és per definició diferenciable en el punt x. La matriu A de vegades es coneix com la Matriu jacobiana, i l'aplicació lineal que s'associa a l'increment Δx ∈ Rn  és el vector AΔx ∈ Rm és, en aquest escenari general, es coneix com el diferencial dƒ(x) de ƒ en el punt x. Això és precisament la Derivada de Fréchet, i la mateixa construcció es pot obtenir entre qualsevols Espais de Banach.
Un altre punt de vista fructífer és definir el diferencial directament com una classe de derivada direccional:
{\displaystyle df(\mathbf {x} ,\mathbf {h} )=\lim _{t\to 0}{\frac {f(\mathbf {x} +t\mathbf {h} )-f(\mathbf {x} )}{t}}=\left.{\frac {d}{dt}}f(\mathbf {x} +t\mathbf {h} )\right|_{t=0},}
que és l'enfocament que s'ha pres per definir diferencials d'ordre superior (i és gairebé la definició exposada per Cauchy). Si t representa temps i x posició, llavors h representa una velocitat en comptes d'un desplaçament com s'ha vist fins ara. Això produeix encara un altre refinament de la idea de diferencial: que hauria de ser una funció lineal d'una velocitat cinemàtica. El conjunt de totes les velocitats a través d'un punt donat de l'espai s coneixen com l'espai de tangent, i per tan dƒ dona una funció lineal en l'espai de tangent: una forma diferencial. Amb aquesta interpretació, el diferencial de ƒ es coneix com la derivada exterior, i té aplicació en geometria diferencial perquè la idea de velocitats i d'espai de tangent té sentit en qualsevol varietat diferenciable. Si, a més a més, el valor resultant de ƒ també representa una posició (en un espai euclidià), llavors una anàlisi dimensional confirma que el valor que resulta de dƒ ha de ser una velocitat.

## Altres enfocaments
Encara que la idea de tenir un increment infinitesimal dx no estigui ben definit en l'anàlisi matemàtica estàndard, existeixen una varietat de tècniques per definir el diferencial infinitesimal de manera que el diferencial d'una funció es pugui manejar d'una manera que no topa amb la notació de Leibniz. Aquests inclouen:
- Definint el diferencial com un tipus de forma diferencial, específicament la derivada exterior d'una funció. Els increments infinitesimals s'identifiquen llavors amb vectors en l'espai tangent en un punt. Aquest enfocament és popular en geometria diferencial i en camps relacionats, perquè immediatament es generalitza a aplicacions entre varietats diferenciables.
- Diferencials com elements nilpotents d'anells commutatius. Aquest enfocament és popular en geometria algebraica.[13]
- Diferencials com infinitesimals en sistemes de nombres hiperreals, que són ampliacions dels nombres reals que contenen infinitesimals invertibles i nombres infinitament grans. Aquest és l'enfocament de l'anàlisi no estàndard iniciat per Abraham Robinson.[14]

## Exemples i aplicacions
Els diferencials es poden fer servir de forma efectiva en l'anàlisi numèrica per estudiar la propagació d'errors experimentals en un càlcul, i així l'estabilitat numèrica global d'un problema (Courant 1937i). Suposant que la variable x representa el resultat d'un experiment i y és el resultat d'un càlcul numèric aplicat a x. La qüestió és fins a quin punt els errors en la mesura de x influeixen en el resultat del càlcul de y. Si se sap que x és a dins de Δx del seu valor veritable, llavors el teorema de taylor dona la següent estimació de l'error Δy en el càlcul de y:
{\displaystyle \Delta y=f'(x)\Delta x+{\frac {(\Delta x)^{2}}{2}}f''(\xi )}
on ξ = x + θΔx per a algun 0 < θ < 1. Si Δx és petit, llavors el terme de segon ordre és insignificant, de manera que Δy està, a efectes pràctics, ben aproximat per dy = ƒ'(x)Δx.
El diferencial sovint és útil per reescriure una equació diferencial
{\displaystyle {\frac {dy}{dx}}=g(x)}
en la forma
{\displaystyle dy=g(x)\,dx,}
en particular quan es vol separar les variables.